# Università di Ulma
L'Università di Ulma (in tedesco: Universität Ulm) è un'università pubblica tedesca situata a Ulma, nel Baden-Württemberg. L'università è stata fondata nel 1967 e si occupa di scienze naturali, medicina, scienze ingegneristiche, matematica, economia e informatica. Conta circa diecimila studenti (semestre invernale 2016/17),  ed è una delle più giovani università pubbliche in Germania. Il campus dell'università si trova a nord della città, su una collina chiamata Oberer Eselsberg, mentre l'ospedale universitario ha altri siti in tutta la città.

## Storia
L'università è la più giovane università pubblica dello stato del Baden-Württemberg, che vanta diverse università antiche e rinomate come quella di Heidelberg (fondata nel 1386), Friburgo (1457) e Tubinga (1477). L'idea era di creare un'università con un nuovo approccio sia nella ricerca che nell'insegnamento. Un concetto importante fin dalla fondazione dell'università è sempre stato quello di promuovere l'interdisciplinarità. Nei decenni successivi alla fondazione, lo spettro delle materie è stato costantemente esteso e l'università è cresciuta in modo significativo.
Un passo importante nel combinare la forza della ricerca industriale e accademica è stata la realizzazione dell'idea di un parco scientifico attorno al principale campus universitario. Centri di ricerca di aziende come Daimler, BMW, Siemens e in passato anche Nokia e AEG, sono stati istituiti nel sito, oltre agli organi dell'università focalizzati sulla ricerca applicata. Tra gli altri grandi progetti di ricerca, l'università comprende quattro centri di ricerca collaborativa (tedesco: Sonderforschungsbereiche),  che sono stabiliti su base competitiva dalla Deutsche Forschungsgemeinschaft, DFG. Il finanziamento di ricerca da parte di terzi ha raggiunto 67,5 milioni di euro nel 2009.

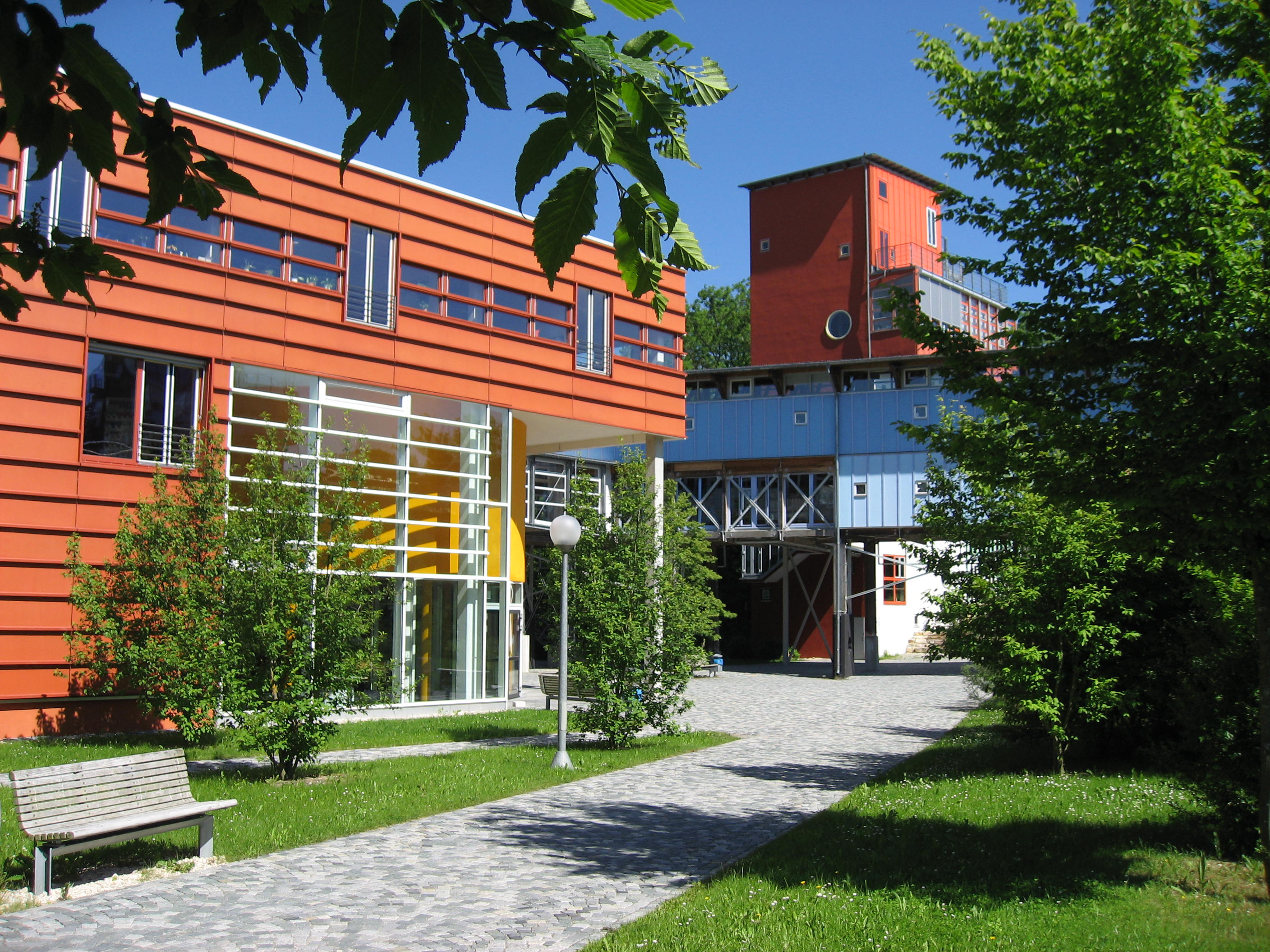
La biblioteca

Nel 1998, l'Università di Ulma ha introdotto un programma internazionale di master in inglese: M.Sc. in Communication Technology, che è il primo del suo genere in Germania. Da allora, questo programma attira studenti da diversi paesi in tutto il mondo. Il programma C-Tech ha una collaborazione di ricerca con molte rinomate università in tutto il mondo.
Offre anche altri programmi di inglese, vale a dire M.Sc. e dottorato in Medicina molecolare, M.Sc. in Materiali avanzati, M.Sc. in Scienze e tecnologie energetiche, M.Sc. in finanza, M.Sc. in Biologia e M.Sc. in Oncologia avanzata, quest'ultimo è un programma extra-occupazionale.
Nel 2003, l'Università di Ulma è stata coinvolta nella fondazione di un'università privata in Egitto, l'Università tedesca del Cairo.

### Intitolazione
Dato che Albert Einstein nacque a Ulma nel 1879, fu ripetutamente suggerito che l'università prendesse il suo nome. Nel novembre 2006, il senato dell'università decise infine di cambiare il nome dell'università. Poiché tale decisione non è stata tuttavia confermata dal Ministero della Scienza, della Ricerca e delle Arti dello Stato del Baden-Württemberg, a luglio 2018 l'università non era ancora stata rinominata "Università di Ulma Albert Einstein" (in tedesco: Albert-Einstein-Universität Ulm). Tuttavia, la strada in cui si trovano gli edifici principali dell'Università di Ulm, e quindi l'indirizzo fisico dell'università, è "Albert-Einstein-Allee" in onore di Einstein.

## Organizzazione
L'università è organizzata in quattro facoltà:
- Scienze ingegneristiche, informatica e Psicologia

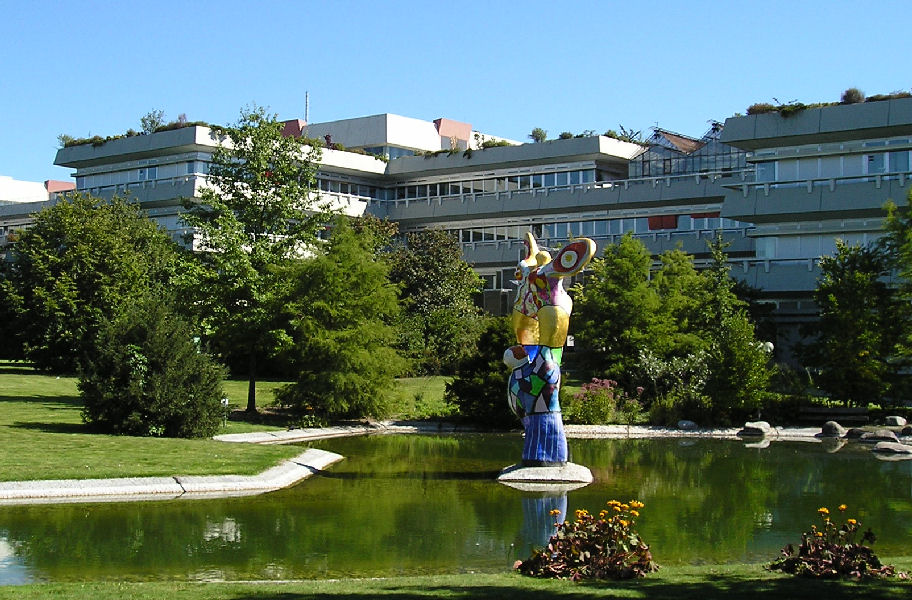
L'edificio principale dell'università con in primo piano la scultura di Niki de Saint Phalle intitolata Il poeta e la sua musa (1978)

- Matematica ed Economia
- Medicina
- Scienze naturali